# Solaranlage

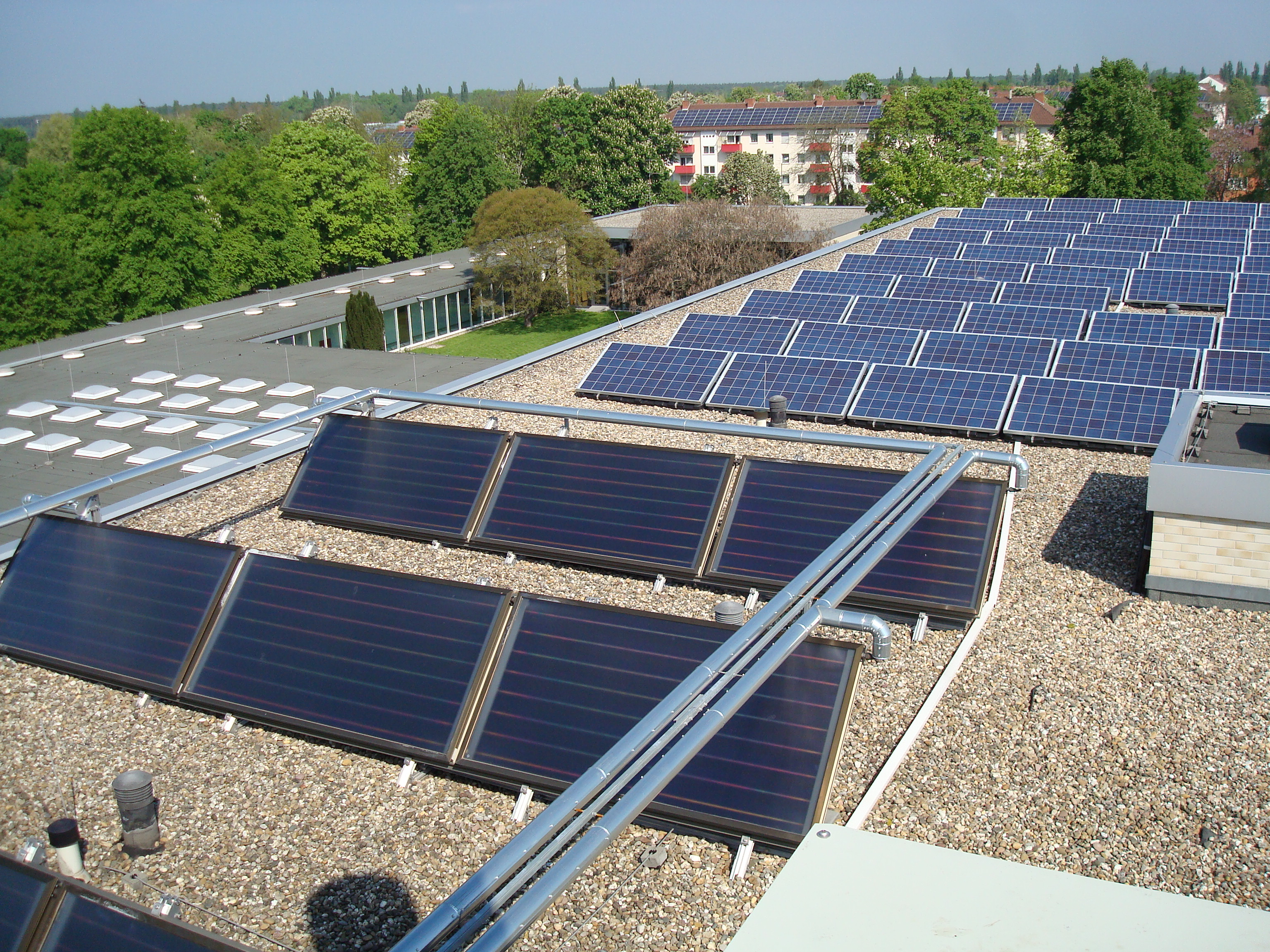
Vorne: Sonnenkollektoren auf dem Dach der Universität Speyer; dahinter Photovoltaikanlage; ganz im Hintergrund Aufdachanlagen auf den GEWO-Häusern von Speyer-West

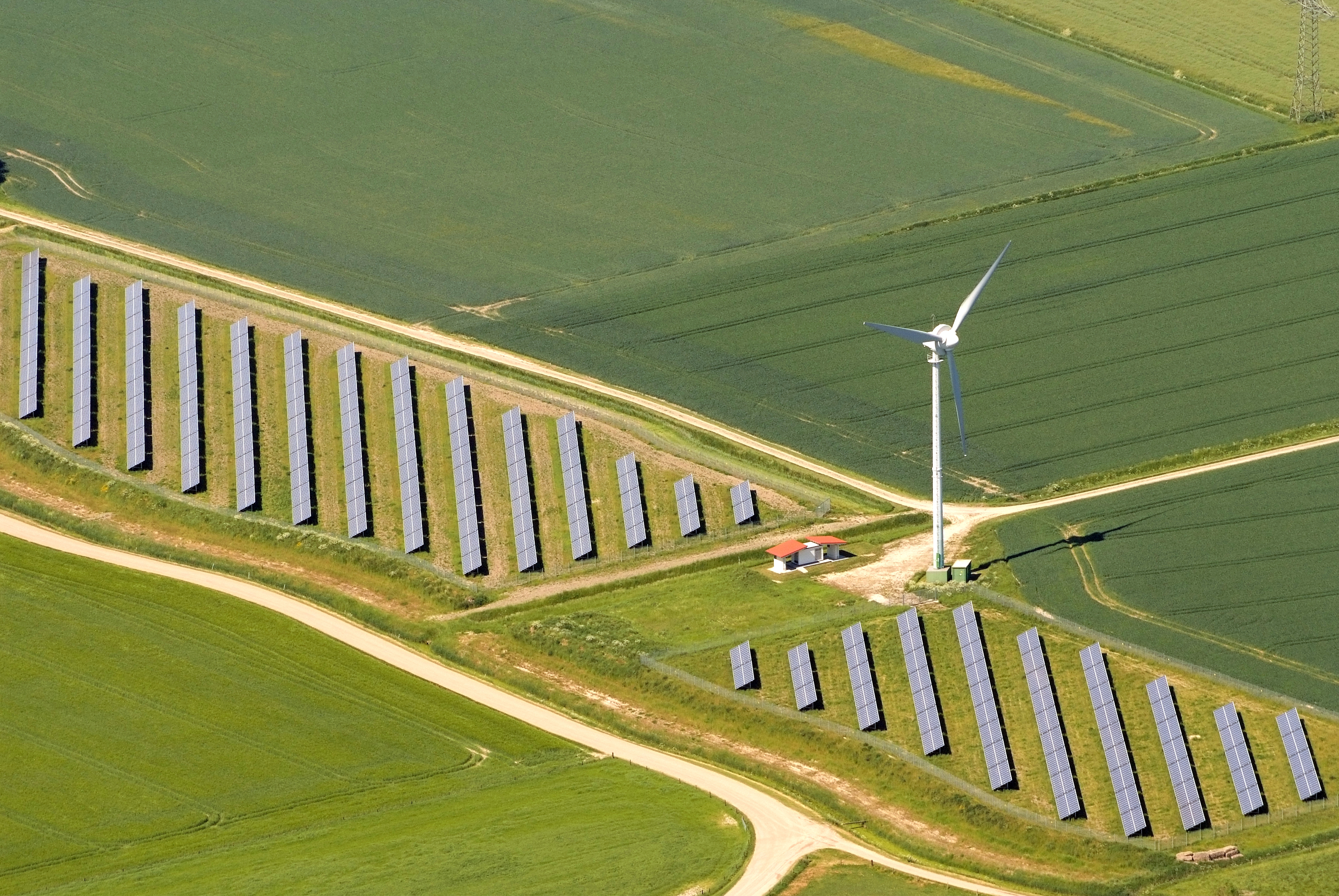
Photovoltaikanlage bei Hooksiel, Luftbild 2012

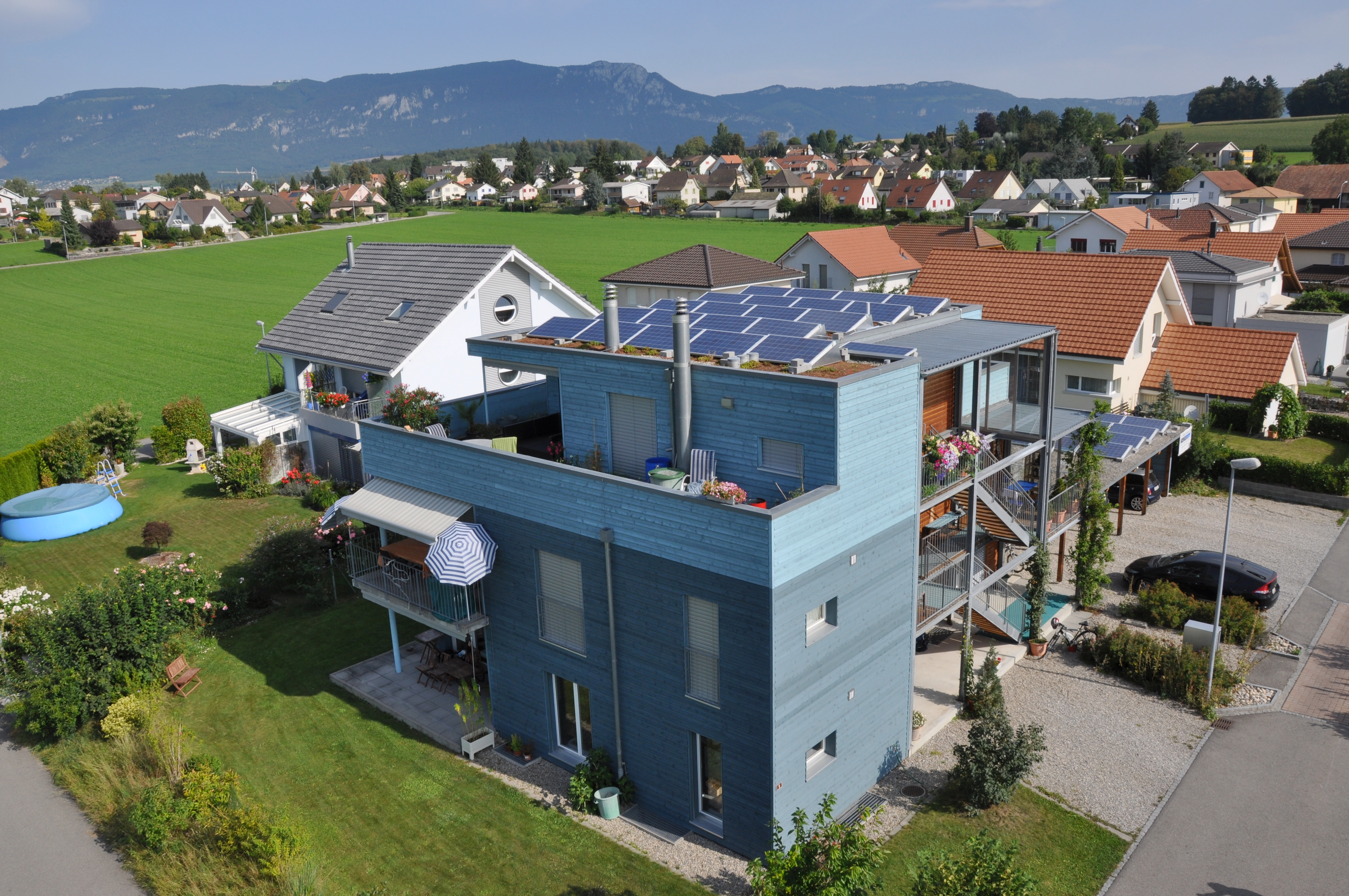
Photovoltaikanlage MFH Biberist

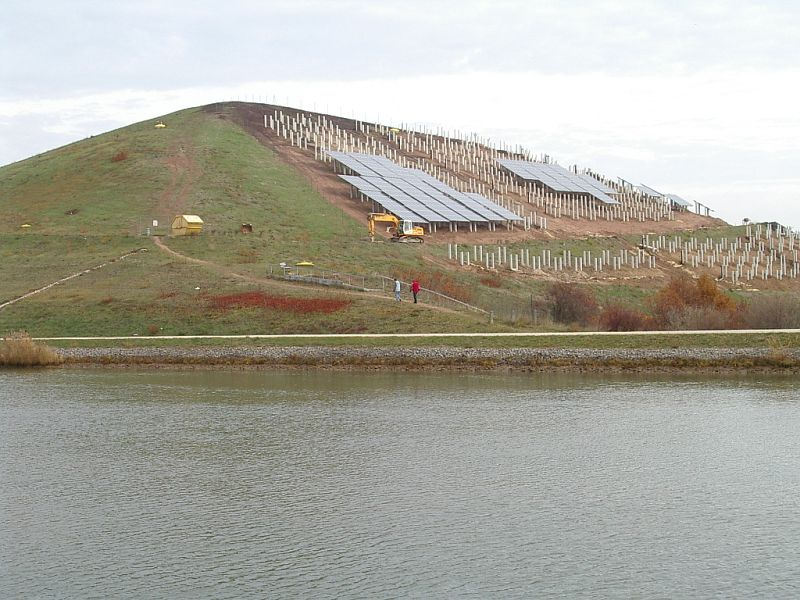
Ehemaliger Müllberg bei Atzenhof, jetzt Erholungsgebiet und Solaranlage

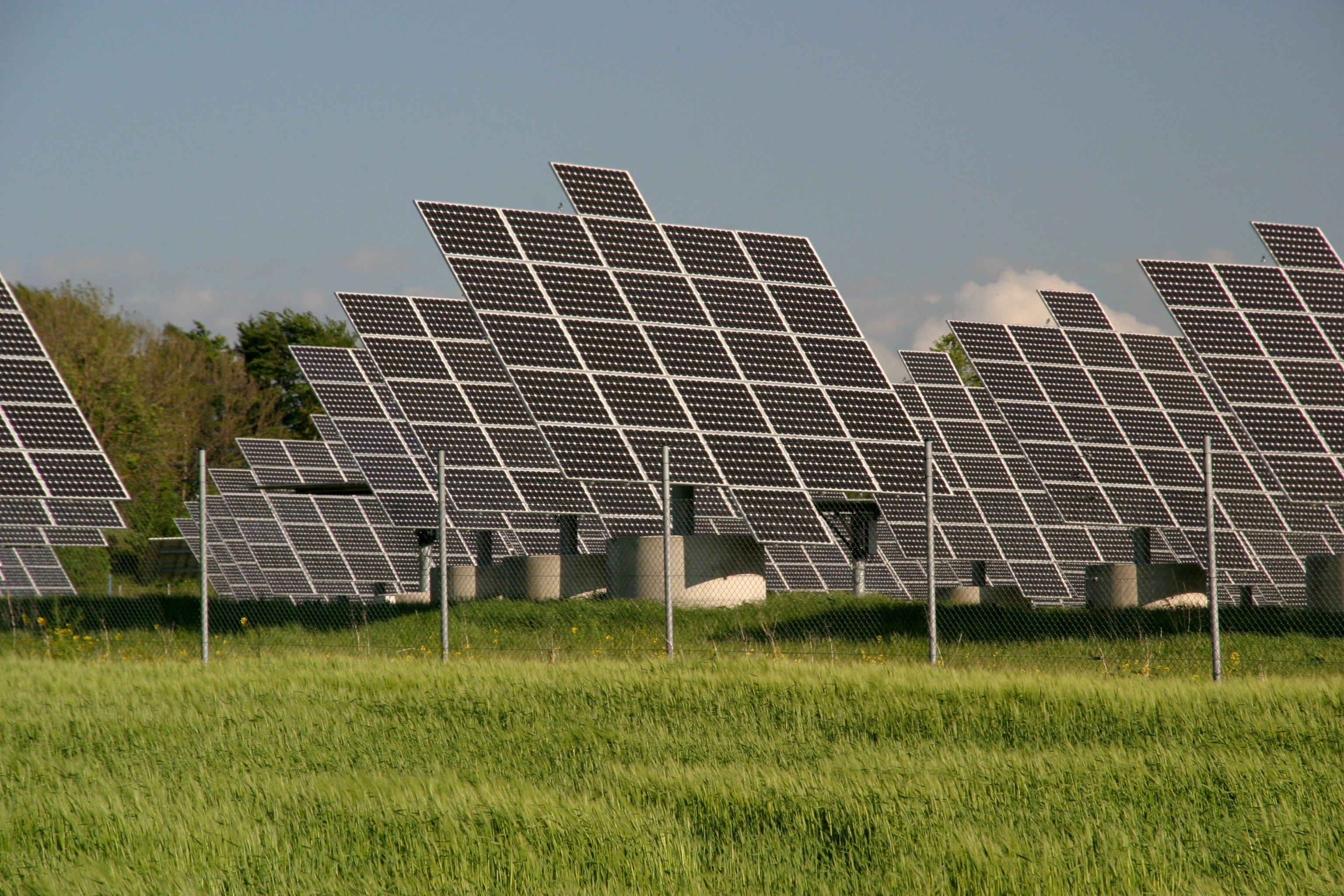
Photovoltaikanlage in der Nähe von Freiberg

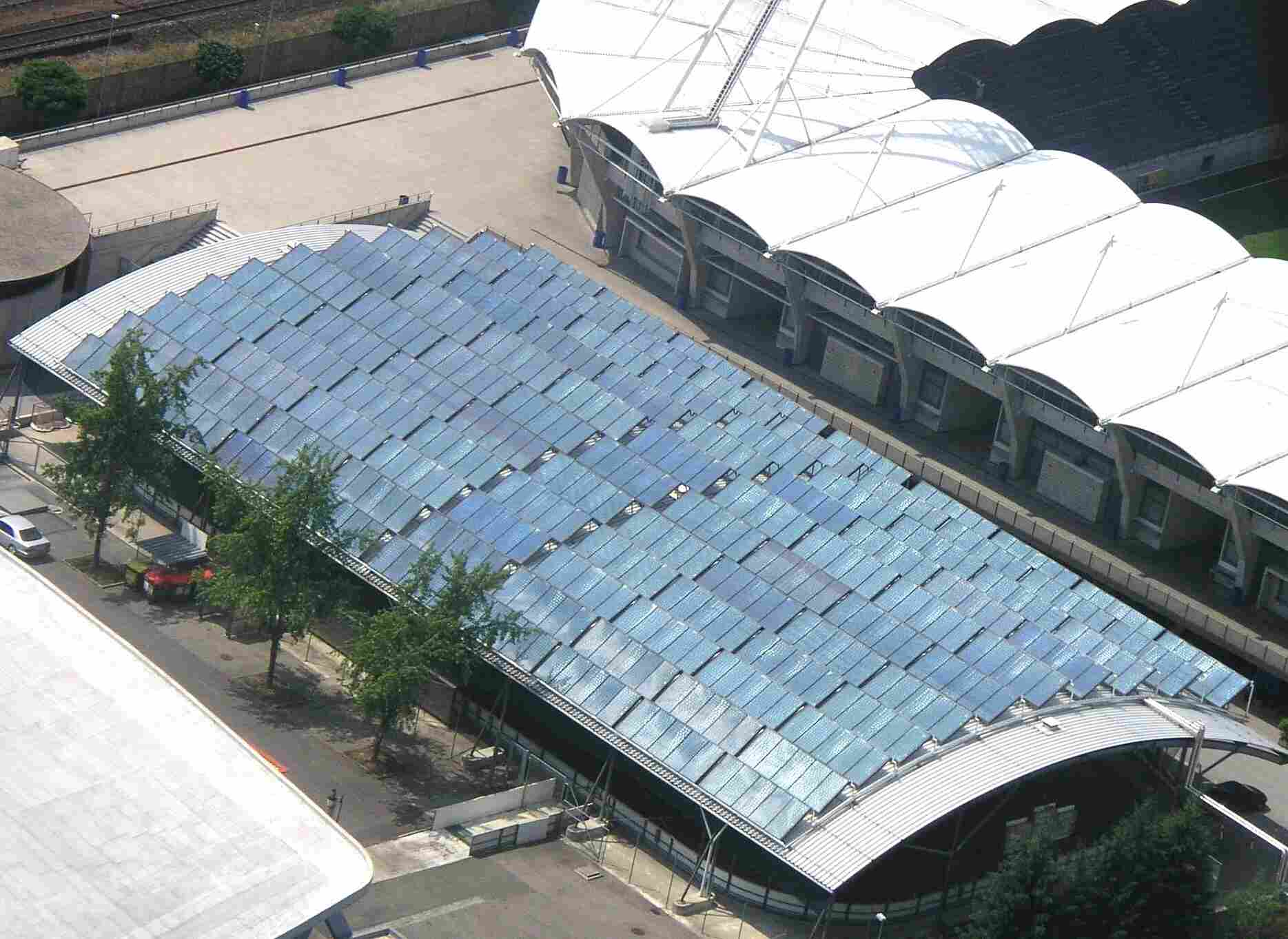
Solaranlage UPC Arena Graz

Eine Solaranlage ist eine technische Anlage zur Umwandlung von Sonnenenergie in eine andere Energieform. Wenn in der Energieumwandlungskette kinetische Energie vorkommt, d. h., wenn die Solaranlage zur Umwandlung von Sonnenenergie in elektrische Energie bewegliche Teile (wie z. B. eine Turbine, einen Generator oder einen Motor) enthält, so spricht man auch von einem Solarkraftwerk.

## Systematik
Solaranlagen lassen sich nach dem Arbeitsprinzip und der gewonnenen Energieform in drei grundsätzliche Typen unterscheiden:
- Thermische Solaranlagen im kleineren Maßstab liefern Wärmeenergie im niedrigen Temperaturbereich hauptsächlich für die direkte Nutzung in Haushalten (z. B. Sonnenkollektoren, Solarkocher).
- Thermische Solarkraftwerke liefern ebenfalls Wärme allerdings im größeren, industriellen Maßstab und i. d. R. bei weit höheren Temperaturen. Die Wärme wird hauptsächlich in elektrischen Strom umgewandelt (z. B. Solarturmkraftwerk). Eine direkte thermische Nutzung z. B. für chemische Prozesse ist möglich.
- Photovoltaikanlagen liefern elektrische Energie (Gleichstrom), die i. d. R. über einen Wechselrichter ins Stromnetz (Wechselstrom) eingespeist wird.

Andere regenerative Energiegewinnungsanlagen sind im Prinzip ebenfalls – wenn auch indirekt – Nutzer der Solarstrahlungsenergie. Durch Absorption wird die Strahlung in andere Energieformen umgewandelt, z. B. Wärme. Als Beispiel seien hier Thermikkraftwerke genannt. So ist auch bei der energetischen Nutzung von Wind, Biomasse und der natürlichen Wasserzirkulation die Sonne die primär treibende Kraft.
- Photochemische Solaranlagen: auch photochemische Reaktionen können mittels Solartechnik industriell genutzt werden.

Insbesondere im Bereich Abwasserreinigung und Photosynthese sind verschiedene Techniken u. a. von der Solarforschung im DLR entwickelt worden. Dabei werden leicht oder stark fokussierende Solarsysteme verwendet, die auch im Bereich der Solarthermie eingesetzt werden.

## Thermische Solaranlagen
Thermische Solaranlagen – wie flache Sonnenkollektoren und Vakuumröhrenkollektoren – können für die Erwärmung von Trinkwasser (Dusch- und Badewasser) sowie zur Wärmegewinnung für Raumheizung und zum Beispiel zum Kochen (Prozesswärme) eingesetzt werden. Dabei wird eine speziell beschichtete Absorberoberfläche innerhalb eines sogenannten thermischen „Kollektors“ (Sammler) durch die elektromagnetische Sonnenstrahlung im sichtbaren und infraroten Bereich des Spektrums erhitzt. Durch die Rohre des Absorbers strömt eine Flüssigkeit, seltener auch ein Gas (zum Beispiel Luft), das diese Wärme aufnimmt (Wärmetransportmedium). Mittels einer Pumpe oder eines Ventilators – manchmal auch nur durch den Auftrieb der Erwärmung – wird dieses Medium zu einem Speicher geleitet, dort abgekühlt und wieder zum Eingang des Absorbers geführt (Kreislauf).
In Zentraleuropa können mit thermischen Solaranlagen – je nach Region – üblicherweise 50 bis 60 Prozent des Energiebedarfs zur Erwärmung von Trinkwasser gedeckt werden. Es sind auch höhere Deckungsbeiträge bzw. der Einsatz in der Gebäudeheizungstechnik möglich. Die thermische Solaranlage kann die Heizung unterstützen, der Deckungsbeitrag ist jedoch von verschiedenen Randbedingungen (Bedarf, Speicher, Medium usw.) abhängig. Was möglich ist, zeigte der Schweizer Ingenieur Josef Jenni am Projekt des Oberburger Sonnenhauses bereits 1989: Bei entsprechendem Aufwand ist eine hundertprozentige Deckung des Wärmebedarfs eines Einfamilienhauses durch Solarenergie erreichbar, dies gelingt auch mit einem Mehrfamilienhaus.
Weiterhin können thermische Solaranlagen zur Prozesswärmeerzeugung in Industrie und Gewerbe eingesetzt werden. Besonders in der Lebensmittelindustrie gibt es viele Anwendungen, für welche die notwendigen Temperaturen von 60 bis 100 °C auch mit Kollektoren erzeugt werden können. Die Anwendung im Haushalt (Solarkocher) ist in Europa unüblich, in Afrika und Indien wurde sie jedoch in einigen Projekten verwirklicht.
Die Versorgung von Fernwärmenetzen durch Solarenergie ist in Dänemark, Schweden und Österreich mittlerweile weit verbreitet. Mit speziellen Kollektoren für Großanlagen wird in etwa 100 Ortschaften die konventionelle Energieversorgung solar unterstützt. Dabei ersetzt Solarwärme im Sommer in vielen kleinen Netzen einen Biomassekessel. Aber auch im städtischen Bereich gibt es bemerkenswerte Ansätze, so zum Beispiel in Graz.
Ein weiterer Einsatzbereich ist die Bereitstellung von Kälte (Solare Klimatisierung). Kältemaschinen, welche mit Wärme aus Kollektoren angetrieben werden, nutzen die Sonnenenergie besonders effizient, denn der höchste Kühlbedarf fällt mit der stärksten Sonneneinstrahlung zusammen. Mittlerweile gibt es über hundert Musteranlagen zur Forschung und Demonstration, in den letzten Jahren wurden auch große kommerzielle Projekte realisiert. Die prominentesten Installationen befinden sich in Qingdao/China im Olympischen Seglerdorf für 2008, am Renewable Energy House in Brüssel, in Lissabon am Hauptgebäude der Caixa Geral de Depósitos als derzeit größte Solare Kühlung im Bürobereich weltweit und in Priština/Kosovo am Gebäude der Europäischen Agentur für den Wiederaufbau des Kosovo.

## Thermische Solarkraftwerke

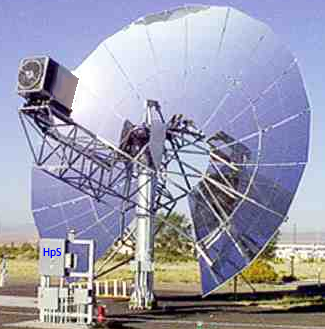
10-kW-Dish-Stirling-Anlage in der Forschungsanlage Almería, Spanien

Thermische Solarkraftwerke grenzen sich von Solaranlagen nicht nur durch ihre Kapazität ab. Während bei den kleineren Solaranlagen meist ein flacher Absorber auch diffuses Licht ausnutzt, kommen bei Solarkraftwerken in der Regel das direkte Sonnenlicht bündelnde Spiegel zum Einsatz. Diffuses Licht kann hier nicht genutzt werden. Entsprechend hat die Technik auch Auswirkung auf die Standortwahl (trockene Wüsten usw.). Bei der Lichtbündelung gibt es mindestens drei verschiedene Konzepte:
- Parabolrinnen werden ein- oder zweiachsig der Sonne nachgeführt und konzentrieren die Strahlung auf ein Absorberrohr in der Brennlinie. In diesem befindet sich ein Thermoöl, das nach der Erhitzung über einen konventionellen Dampfkreislauf eine Turbine und einen Stromgenerator antreibt. Schon seit 1985 sind Parabolrinnenkraftwerke in der kalifornischen Wüste für kommerzielle Zwecke in Betrieb (Gesamtleistung ca. 354 MW).
- Parabolspiegel sind große, zweiachsige, der Sonne nachgeführte, parabolische Spiegel mit einem Stirlingmotor im Brennpunkt, an den ein stromerzeugender Generator direkt angebaut ist. Experimentell wurden bei sehr großen Anlagen unter Einsatz eines Solar-Stirlings mit angeschlossenem Generator Wirkungsgrade um 20 Prozent erreicht.[5]
- Heliostaten sind meistens großflächige Spiegel. Sie werden verwendet, um das einfallende Sonnenlicht zu bündeln. Die Heliostaten eines Solarturmkraftwerks reflektieren das Sonnenlicht auf einen zentralen Absorber, der sich an der Spitze eines hohen Turms befindet. Die Spiegel der Heliostaten sind so ausgerichtet, dass sie alle genau auf den Absorber reflektieren. Dadurch werden sehr hohe Temperaturen erreicht. Die so gewonnene Wärme wird in einem nachgeschalteten „konventionellen“ Wärmekraftwerk in elektrischen Strom umgewandelt. Ein Beispiel hierfür ist das Solarturmkraftwerk Jülich (STJ).

## Photovoltaikanlagen
Photovoltaikanlagen wandeln das elektromagnetische Spektrum unserer Sonne in teilweise nur hauchdünnen halbleitenden Schichten „direkt“ in elektrischen Strom um. Kernelement sind die Solarzellen (zusammengefasst zu Modulen), die durch den Photonenbeschuss der Einstrahlung eine Trennung von positiven und negativen Ladungen erzeugen. Wenn jetzt eine elektrisch leitende Verbindung zwischen den Ladungszonen hergestellt wird, fließt ein Strom. Die so gewonnene Leistung kann entweder direkt verwendet, in Solarbatterien gespeichert oder auch mit Hilfe von Wechselrichtern in ein bzw. das öffentliche Stromnetz eingespeist werden. Mittlerweile werden Anlagen mit einer Leistung von einigen Watt bis hin zu mehreren Gigawatt gebaut und betrieben.

## Solaranlage und Denkmalschutz
Solaranlage und Denkmalschutz stehen in einem Spannungsverhältnis, da Solaranlagen auf dem Dach meist einen Eingriff in die Substanz des Gebäudes und / oder deren optische Wirkung darstellen. Da Ressourcenschonung und Nachhaltigkeit Teil des gesetzlichen Auftrags von Denkmalschutz und Denkmalpflege sind, gibt es seit vielen Jahren (Stand 2010) Bemühung der Denkmalpflege sinnvolle Lösungsansätze zu finden. Um Solaranlagen auf denkmalgeschützter Bausubstanz zu errichten, ist im Zweifelsfall eine gerichtliche Klärung notwendig. In den letzten Jahren (Stand 2012) ist die Tendenz der Rechtsprechung – abhängig von den konkreten Gesichtspunkten – nicht mehr uneingeschränkt denkmalschutzfreundlich.